# سوپرجام فوتبال ایتالیا ۲۰۲۰
سوپر جام فوتبال ایتالیا ۲۰۲۰ سی و سومین دورهٔ مسابقهٔ سوپر جام فوتبال ایتالیا است که بین قهرمان سری آ و قهرمان کوپا ایتالیا برگزار می‌شود. تیم‌های حاضر یوونتوس قهرمان سری آ و ناپولی قهرمان کوپا ایتالیا هستند. در پایان باشگاه فوتبال یوونتوس برای نهمین بار قهرمان سوپر جام فوتبال ایتالیا شد.
کریستیانو رونالدو و آلوارو موراتا گلزنان این بازی بودند.